# 오미야촌 (도치기현 시오야군)
오미야촌(大宮村)은 도치기현의 북부, 시오야군에 속했던 촌이다.

## 역사
- 1889년 4월 1일 - 정촌제 시행에 의해 시오야군 오미야촌이 성립하였다.
- 1957년 3월 31일 - 후뉴촌, 다마뉴과 합병해, 시오야촌이 되었다.